# Ypthima simplicia
Ypthima simplicia är en fjärilsart som beskrevs av Butler 1876. Ypthima simplicia ingår i släktet Ypthima och familjen praktfjärilar. Inga underarter finns listade i Catalogue of Life.